# Arroyo Gutiérrez Grande
El Arroyo Gutiérrez Grande es un curso de agua uruguayo que atraviesa el departamento de Río Negro perteneciente a la cuenca hidrográfica del Río de la Plata.
Nace en la Cuchilla de Haedo y desemboca en el arroyo Negro tras recorrer alrededor de 23 km.